# Sydafrikas flagga
Sydafrikas flagga antogs av Sydafrika den 27 april 1994 och har formgivits av den sydafrikanske statsheraldikern Frederick G. Brownell. Tidigare hade man bett allmänheten att komma med förslag på en ny flagga, men man ansåg att inget av de inlämnade förslagen var tillräckligt bra.
Flaggan har två lika breda röda och blå band delade av ett grönt liggande gaffelkors (det som ser ut som ett horisontellt Y) vars armar slutar på kortsidan. Mellan armarna finns ett svart triangel som skiljs från armarna av smala gula band. De röda och blå banden separeras från det gröna bandet av smala vita band.
Det röda, blå och vita skall symbolisera landets europeiska arv, då dessa färger förekom i de båda boerrepublikernas flagga (se Nederländernas flagga) och dessutom återfinns i den brittiska flaggan. Grönt, gult och svart har hämtats från befrielserörelsen ANC:s flagga, som antogs 1917. Gaffelkorset står för att Sydafrikas europeiska och afrikanska rötter förenas inför framtiden. Proportionerna är 2:3.

## Bakgrund
Flaggan var aldrig tänkt att bli permanent, utan var avsedd som ett provisorium i samband med de första demokratiska valen. Den kritiserades när den presenterades, eftersom man bland annat ansåg att den hade för många färger. Dessutom framstod det enligt somligas mening alltför tydligt att ett visst partis färger återgick i flaggan - den tidigare befrielserörelsen ANC var vid tiden för valen det dominerande partiet. Formen med gaffelkorset gjorde att flaggan liknades vid en Y-frontkalsong. Kritiken klingade emellertid av ganska snabbt. Flaggan har nu i stort sett accepterats, och fastställdes dessutom permanent i Sydafrikas nya grundlag som antogs 1996.
När Nelson Mandela blev serafimerriddare 1997, erhöll han ett vapen där skölden motsvarar denna flaggas utseende fast med upprättstående gaffelkors. Man ville inte ge honom ett vapen baserat på Sydafrikas gamla, då fortfarande gällande, statsvapen, utan tyckte att flaggans motiv bättre skulle symbolisera Mandela som president för det "nya" Sydafrika. Valspråket är dock hämtat från det gamla vapnet: Ex unitate vires (lat. "Enighet ger styrka").

### Tidigare flaggor
Under unionstiden 1910–1928 användes den brittiska handels- och sjöfartflaggan Red Ensign. Märket på flaggan är skölden från det dåvarande statsvapnet (från 1912 omgivet av en vit rundel), som ersattes av ett nytt statsvapen 2000. En ny nationsflagga antogs 1928 som bestod av tre fält i orange, blått och vitt (som i den nederländska flaggan på 1600-talet, då de första nederländska kolonisterna kom till landet) med tre mindre flaggor i mitten: Oranjefristatens flagga, Transvaals flagga och den brittiska flaggan ("Union Jack"; för Kapprovinsen och Natal, som var brittiska kolonier när Sydafrikanska unionen bildades 1910). Flaggan behölls i oförändrat skick när republiken bildades den 31 maj 1962.

Flaggan 1910–1912
Flaggan 1912–1928
Sydafrikas flagga 1928–1994